# Новогеоргиевский сельсовет (Амурская область)
Новогео́ргиевский сельсове́т — сельское поселение в Шимановском районе Амурской области.
Административный центр — село Новогеоргиевка.

## История
20 июня 2005 года в соответствии с Законом Амурской области № 12-ОЗ муниципальное образование наделено статусом сельского поселения. Законом Амурской области от 4 июня 2012 года № 48-ОЗ в состав Новогеоргиевского сельсовета вошли упразднённые Актайский и Свободнотрудский сельсоветы.

## Население
| 2002 | 2010 | 2011 | 2012 | 2013 | 2014 | 2015 |
| ---- | ---- | ---- | ---- | ---- | ---- | ---- |
| 528  | ↘469 | ↘464 | ↗496 | ↗701 | ↘656 | ↘629 |
| 2016 | 2017 | 2018 | 2021 |      |      |      |
| ↘623 | ↘606 | ↘593 | ↗595 |      |      |      |

## Состав сельского поселения
| № | Населённый пункт | Тип населённого пункта       | Население |
| - | ---------------- | ---------------------------- | --------- |
| 1 | Актай            | село                         | ↘126      |
| 2 | Новогеоргиевка   | село, административный центр | ↘435      |
| 3 | Свободный Труд   | село                         | ↘32       |